# Louisville Slugger Field
Le Louisville Slugger Field est un stade de baseball, d'une capacité d'environ 13 000 sièges, situé dans la ville de Louisville, dans l'État du Kentucky, aux États-Unis. Inauguré en 2000, il est depuis cette date le domicile de l'équipe des Bats de Louisville, de niveau AAA, affiliée aux Reds de Cincinnati.
Le stade offre une vue de la rivière Ohio et de l'État de l'Indiana situés tous deux plus au nord. Les droits relatifs au nom du stade sont la propriété de la compagnie Hillerich & Bradsby célèbre par sa fameuse batte de baseball Louisville Slugger. Le Louisville Slugger Museum est situé plus loin sur la même route. Le stade est facilement accessible à partir de l'Interstate 64 et de l'Interstate 65.

## Événements
- Triple-A All-Star Game, 16 juillet 2008

## Dimensions
- Left Field (Champ gauche) - 325 pieds (99 mètres)
- Center Field (Champ central) - 405 ' (123,4 m)
- Right Field (Champ droit) - 340 '(103,6 m)

## Galerie

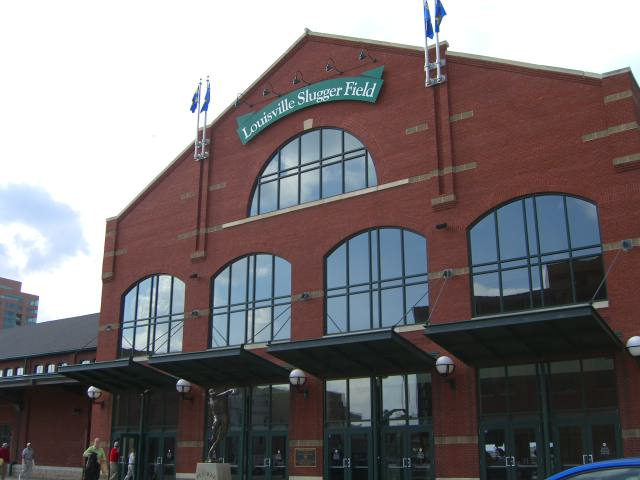
Vue extérieure
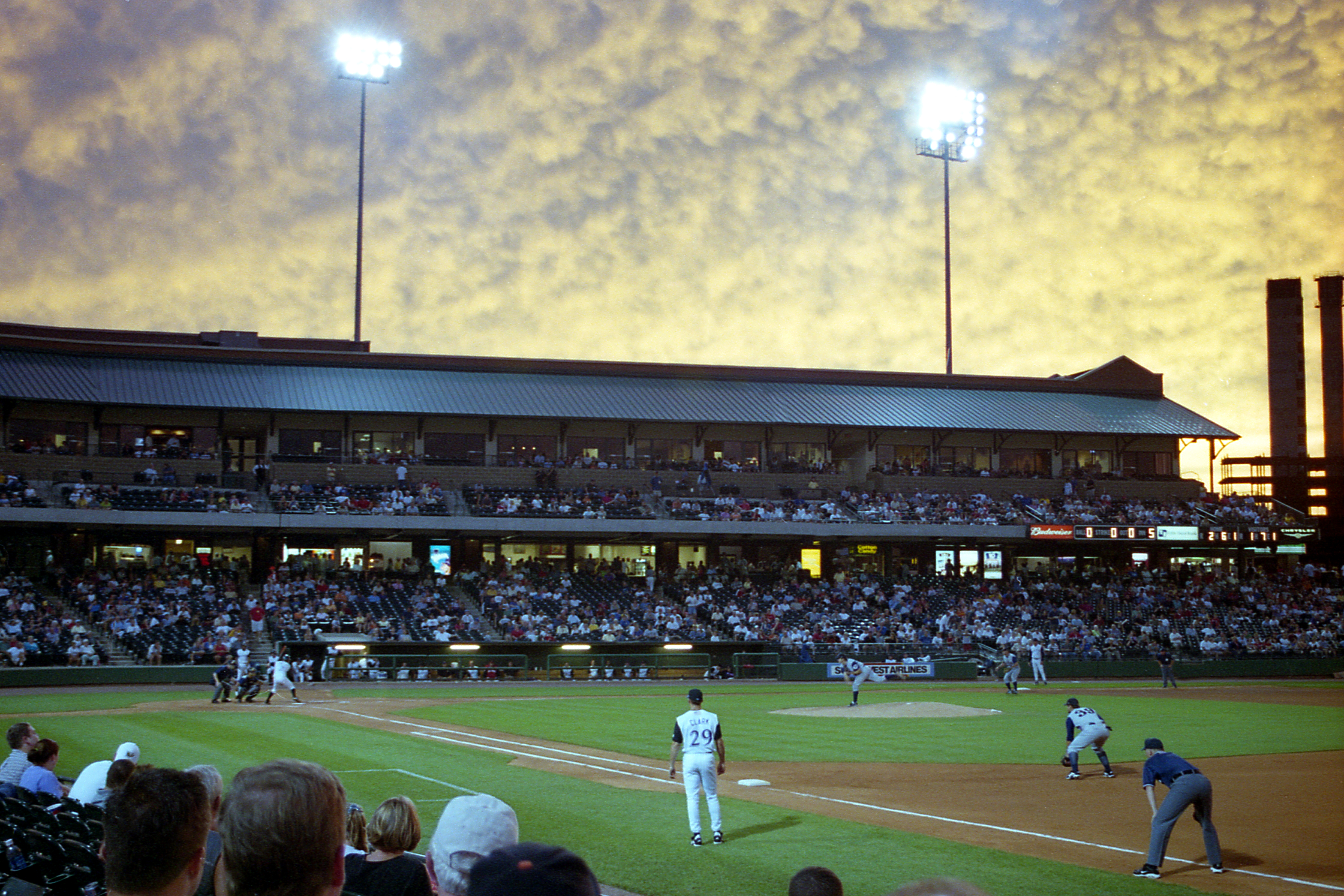
Vue de l'intérieur